# Gmina Hanna
Die Gmina Hanna ist eine Landgemeinde im Powiat Włodawski der Woiwodschaft Lublin in Polen. Ihr Sitz ist das gleichnamige Dorf.

## Gliederung
Zur Landgemeinde (gmina wiejska) Hanna gehören folgende 12 Ortschaften mit einem Schulzenamt:
Dańce
Dołhobrody
Hanna
Holeszów
Holeszów PGR
Janówka
Konstantyn
Kuzawka
Lack
Nowy Holeszów
Pawluki
Zaświatycze
Ein weiterer Ort der Gemeinde ist Popówka.